# The Wall Live in Berlin

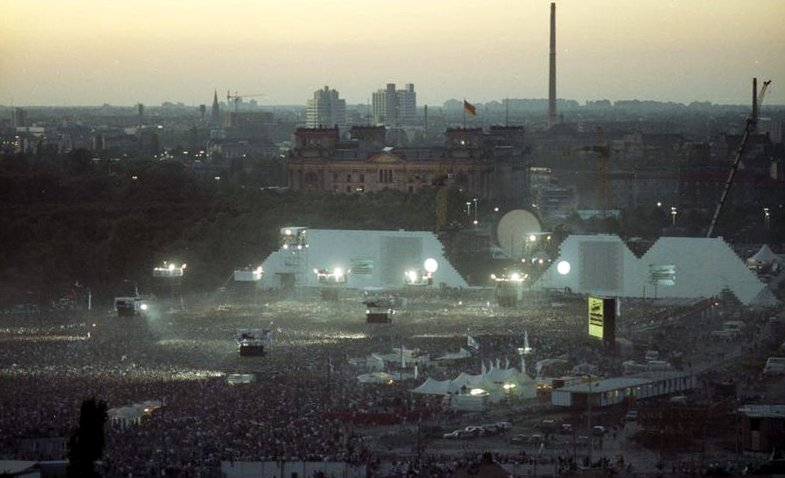
O show aconteceu em um terreno entre o Portão de Brandemburgo e Potsdamer Platz.

The Wall Live in Berlin foi um concerto realizado em 21 de julho de 1990. O show foi encomendado pela prefeitura de Berlim, com a organização de Roger Waters, ex-líder da banda Pink Floyd. 350 mil pessoas pagaram, na época, 41 marcos para assistir o concerto realizado no terreno entre a Potsdamer Platz e o Portão de Brandemburgo, terreno esse que ficou conhecido como "terra sem dono", devido a construção do muro que dividiu a cidade. É considerado um dos maiores espetáculos da história da música, tanto pela gigantesca estrutura e organização, como pela presença de bandas, corais, orquestras, bandas militares e até pelo seu simbolismo poético, visto que o concerto foi realizado justamente para comemorar a queda do Muro de Berlim, ocorrida oito meses antes. No Brasil, o show foi transmitido ao-vivo pela TV Bandeirantes e, em 2003, foi lançado e remasterizado um DVD do evento pela Mercury (Universal Music).

## Contexto Histórico
Em 1989, ocorreu a queda do Muro de Berlim, que marcou o fim da divisão entre o mundo capitalista e o socialista. Na história do álbum The Wall (O Muro) há um muro imaginário que aos poucos isola o protagonista da vida real, o que afasta seus amigos e familiares. A queda deste muro representa não só o fim da divisão, mas como o fim de um medo - o medo de se revelar, equiparado ao medo de uma guerra nuclear que assolava todo o mundo, a Guerra Fria.

## Roger Waters e sua trupe
Para efetuar o espetáculo, Roger Waters contou com a seguinte banda:
- Roger Waters - vocais e baixo
- Graham Broad - bateria
- Rick Di Fonzo - guitarra
- Andy Fairweather Low - guitarra e baixo
- Nick Glennie-Smith - teclados
- Snowy White - guitarra
- Peter Wood - teclados
- Joe Chemay - Backing vocals
- Jim Farber - Backing vocals
- Jim Haas - Backing vocals
- John Joyce - Backing vocals

## Músicas executadas e seus respectivos convidados
- 01 - In The Flesh - Scorpions & Roger Waters
- 02 - The Thin Ice - Ute Lemper & Roger Waters & Orquestra Sinfônica da Rádio de Berlim
- 03 - Another Brick In The Wall, Pt.1 - Roger Waters, solo de sax por Garth Hudson
- 04 - The Happiest Days of Our Lives - Roger Waters
- 05 -  Another Brick In The Wall, Pt.2 - Cyndi Lauper, solos de guitarra por Rick Difonzo e Snowy White, solo final Thomas Dolby
- 06 - Mother - Sinéad O'Connor & The Band (Acordeão - Garth Hudson, Backing Vocals - Rick Danko e Levon Helm)
- 07 - Goodbye Blue Sky - Joni Mitchell & Orquestra Sinfônica da Rádio de Berlim, solo de flauta - James Galway)
- 08 - Empty Spaces/What Shall We Do Now? - Bryan Adams & Roger Waters
- 09 - Young Lust - Bryan Adams, solos de guitarra por Rick Difonzo e Snowy White
- 10 - One Of My Turns - Roger Waters
- 11 - Don't Leave Me Now - Roger Waters
- 12 -  Another Brick In The Wall, Pt.3 - Roger Waters & Orquestra Sinfônica da Rádio de Berlim
- 13 - Goodbye Cruel World - Roger Waters
- 14 - Hey You - Paul Carrack
- 15 - Is There Anybody Out There? -  Orquestra Sinfônica da Rádio de Berlim, guitarras - Rick Difonzo & Snowy White
- 16 - Nobody Home - Roger Waters & Orquestra Sinfônica da Rádio de Berlim, solo de guitarra - Snowy White)
- 17 - Vera - Roger Waters & Orquestra Sinfônica da Rádio de Berlim
- 18 - Bring The Boys Home -  Orquestra Sinfônica da Rádio de Berlim, Orquestra Militar do Exército Soviético e o Coral do Exército Vermelho
- 19 - Comfortably Numb - Van Morrison, Roger Waters & The Band, solos de guitarra - Rick Difonzo & Snowy White)
- 20 - In The Flesh - Roger Waters & Scorpions & Orquestra Sinfônica da Rádio de Berlim
- 21 - Run Like Hell - Roger Waters & Scorpions
- 22 - Waiting For The Worms Roger Waters & Scorpions & Orquestra Sinfônica da Rádio de Berlim
- 23 - Stop - Roger Waters
- 24 - The Trial - Orquestra Sinfônica da Rádio de Berlim
  - Tim Curry - Promotor
  - Thomas Dolby - Professor
  - Ute Lemper - A esposa
  - Marianne Faithfull - Mãe
  - Albert Finney - O Juiz
- 25 - The Tide Is Turning - todos se juntaram nesta última música